# Starrcade (2000)
Starrcade 2000 fue la decimoctava y última edición de Starrcade, un evento de pago por visión producido por la World Championship Wrestling (WCW). Tuvo lugar el 17 de diciembre de 2000 desde el MCI Center en Washington D. C..

## Resultados
- 3 Count (Shane Helms & Shannon Moore) derrotaron a The Jung Dragons (Yun Yang & Kaz Hayashi) (con Leia Meow) y a Jamie Knoble & Evan Karagias en un Ladder match (13:49)
  - 3 Count ganó tras descolgar el contrato.
- Lance Storm (con Major Gunns y Elix Skipper) derrotó a The Cat (con Ms. Jones) (07:25)
  - Storm forzó a The Cat a rendirse con un "Canadian Maple Leaf".
- Terry Funk derrotó a Crowbar (con Daffney) y ganó el Campeonato Hardcore de la WCW (10:21)
  - Funk cubrió a Crowbar después de un "Piledriver".
- KroniK (Brian Adams & Bryan Clark) y Big Vito & Reno (con Marie) terminaron sin resultados (08:18)
  - El combate cuando Reno traicionó a Big Vito y le aplicó un "Roll of the Dice".
- Mike Awesome derrotó a Bam Bam Bigelow en un Ambulance match (07:56)
  - Awesome ganó tras meter a Bigelow en la ambulancia.
- El Campeón Peso Pesado de los Estados Unidos de la WCW General Rection derrotó a Shane Douglas por descalificación. (09:46)
  - Douglas fue descalificado cuando golpeó a Rection con una cadena.
  - Como consecuencia, Rection retuvo el campeonato.
- Jeff Jarrett & The Harris Brothers (Ron y Don) derrotaron a The Filthy Animals (Konnan, Rey Mysterio, Jr. & Billy Kidman) (con Tygress) en un Bunkhouse Street Fight (12:31)
  - Jarrett cubrió a Kidman después de un "Stroke".
- The Insiders (Diamond Dallas Page & Kevin Nash) derrotaron a The Perfect Event (Chuck Palumbo & Shawn Stasiak) y ganaron el Campeonato Mundial en Parejas de la WCW (12:04)
  - Nash cubrió a Palumbo después de un "Jackknife Powerbomb".
- Goldberg derrotó a Lex Luger en un No Holds Barred Match (07:17)
  - Goldberg cubrió a Luger después de un "Spear" y un "Jackhammer".
- Scott Steiner (con Midajah) derrotó a Sid Vicious y retuvo el Campeonato Mundial Peso Pesado de la WCW (10:12)
  - Steiner cubrió a Vicious después de un "Steiner Recliner".